# 回転デトネーションエンジン
回転デトネーションエンジン(かいてんデトネーションエンジン、RDE、rotating detonation engine) は、一つまたは複数の爆轟反応が、環状流路内を連続的に周回する圧力上昇燃焼の一形態を利用したエンジンである。数値シミュレーションと実験結果は、RDE が輸送やその他の応用目的に利用できる可能性を秘めていることを示している。
デトネーション、爆轟では火炎前線は超音速で拡大するため、理論的には従来の爆燃によるものより25% も効率的である。このような効率の向上は燃料の大幅な節約につながる。デトネーションを利用したエンジンには他にパルス・デトネーション・エンジン（PDE）がある。
RDE の基本的な概念は、円形のチャネル（環状流路）内を移動するデトネーション波である。燃料と酸化剤は通常は小さな穴またはスリットからチャネルに注入される。デトネーションは何らかの形で着火され、燃料/酸化剤混合物で開始される。エンジンが始動した後、デトネーションは自立して継続する。 1回の爆発で燃料と酸化剤の混合物が点火され、爆発を維持するために必要なエネルギーが放出される。燃焼生成物はチャネルから膨張し、入ってくる燃料と酸化剤によってチャネルから押し出される。

## 開発
RDE の開発には多くの団体が取り組んでいる。

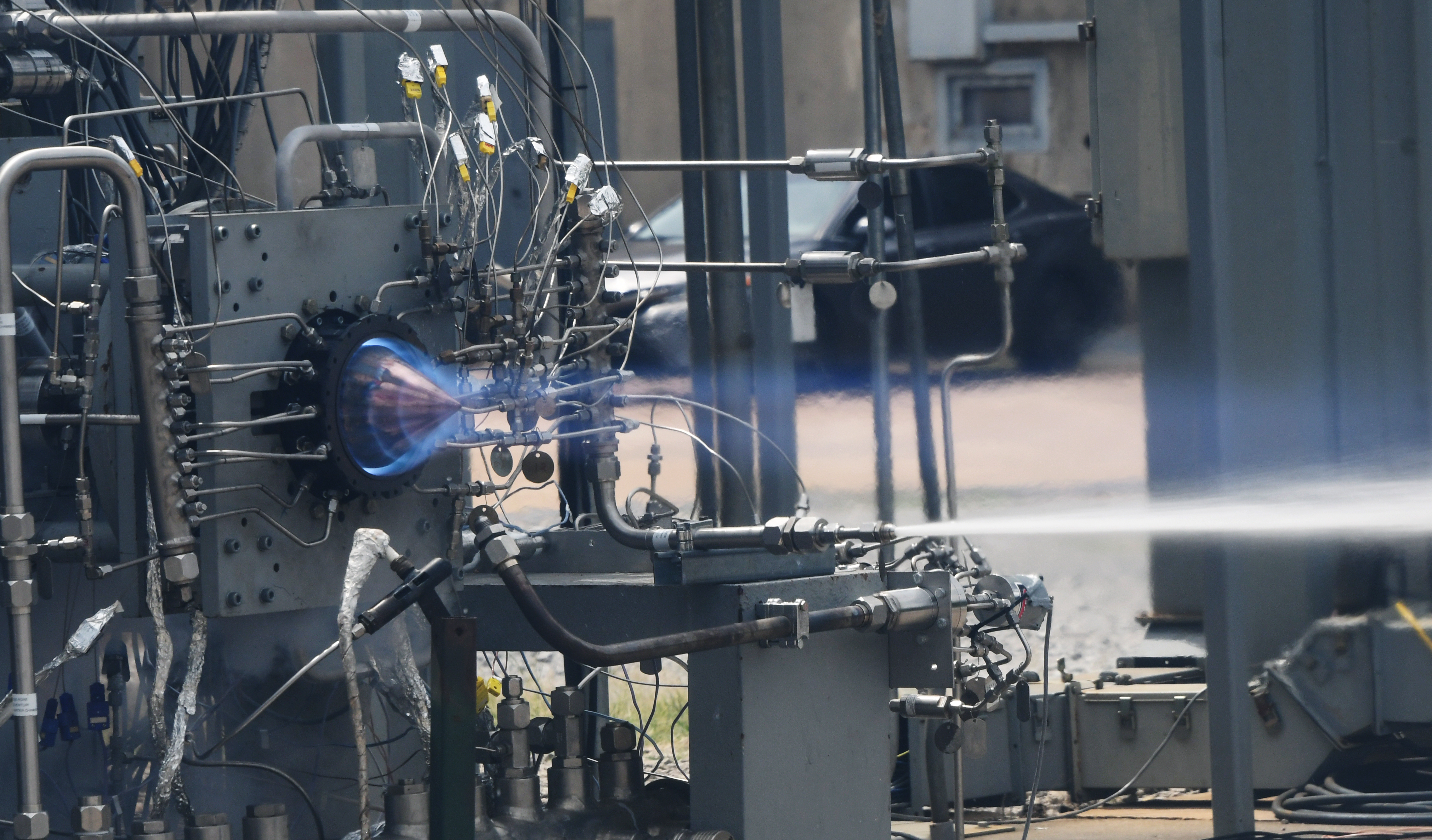
マーシャル宇宙飛行センターにてテスト中のプロトタイプRDE

### NASA
グレン研究センターのダニエル・パクソンは、数値流体力学（CFD）のシミュレーションを利用し、RDEのデトネーション基準フレームを評価して、その機能をPDEと比較した。その結果、彼はRDEが少なくともPDEと同じレベルで機能することを発見した。さらに、RDEの機能はPDEと本質的に同じであるため、直接の比較ができることも確認した。
2023年1月25日、アメリカ航空宇宙局（NASA）は初のフルスケール回転デトネーションロケットエンジン（RDRE）のテストに成功したと報告した。このエンジンは4,000 lbf (18 kN)の推力を発生させた。NASAは次の研究ステップとして、10,000-重量ポンド (44 kN)の推力ユニットを作成する意向を表明した。2023年12月20日、実物大のRDRE燃焼装置が251秒間運転され、5,800-重量ポンド (26 kN)を超える推力を達成した。米国アラバマ州ハンツビルにあるマーシャル宇宙飛行センターで撮影されたテストスタンドのビデオで、点火が実証されている。

### エアロジェット・ロケットダイン
2010年以来、2017年までに、エアロジェット・ロケットダイン社は、複数の組合せからなるRDEロケットのテストを520回以上実施してきた。

### アメリカ海軍
アメリカ海軍も開発を後押ししてきた。海軍調査研究所（NRL）の研究者は、RDEなどのデトネーションエンジンが船舶の燃料消費量を削減する可能性に特に興味を持っている。RDEを現場で使用するにはいくつかのハードルがあり、2012年時点でNRLの研究者はRDEの仕組みをより深く理解することに重点を置いていた。

### パーデュー大学
2016年5月、アメリカ空軍に所属する研究者チームが液体酸素と天然ガスを推進剤として使用するRDREを開発した。
パーデュー大学では追加のRDEテストが実施された。これには「光学的非侵入実験測定用デトネーションリグ（DRONE）」と呼ばれるテスト事項、つまり「ラップされていない」半境界線形デトネーションチャネル実験が含まれる。IN Space LLCは米空軍との契約に基づき、パデュー大学で2021年に液体酸素と気体メタンを使用し、22,000 N (4,900 lbf)の推力を発するRDREをテストした。

### セントラルフロリダ大学
2020年5月、米空軍に所属する工学研究者のチームは、水素/酸素燃料混合物で動作して200 lbf (890 N)の推力を生み出すことができる、高度に実験的なRDEの実働モデルを開発したと主張した。
2021年にこのグループはランプ角度が30度の斜めデトネーション波エンジンの実証試験に成功した。

### DARPA
DARPAはRTXと協力し、超音速空中発射スタンド・オフ・ミサイルへのRDEの応用を研究している。DARPAは2024年3月にRDREエンジンのテストに成功したVenus Aerospaceとも協業している。

### ゼネラル・エレクトリック
2023 年、GEはマッハ 2.5クラスのターボファンと回転デトネーションデュアルモードラムジェット（RD-DMRJ）を組み合わせた、小規模な実験室用タービンベース複合サイクル（TBCC）システムの実証試験に成功した。この試験はプログラム開始から18か月で実施された。同社は、マッハ5を超える速度の飛行をする場合に必要な超音速気流の存在下での圧縮された燃料と空気の混合物の回転デトネーションの達成を報告した。

### JAXA
宇宙航空研究開発機構（JAXA）は、2021年7月27日観測ロケットS-520-31号機に搭載した500N級のRDEにより、世界で初めての宇宙実験に成功した。推進剤はメタンと酸素が用いられた。エンジンシステムの名称は深宇宙探査用デトネーションエンジンシステムであった。
その後、JAXAは燃料にエタノール、酸化剤に液化亜酸化窒素を用いるエンジンシステムを開発。2024年11月14日、S-520-34号機に搭載し、内之浦宇宙空間観測所より打ち上げて液体推進剤回転デトネーションエンジンシステム飛行実証実験に成功した。推力は約500Nであった。また、S-520-34号機は搭載されたインフレータブル型データ回収システム「RATS2」を地球に再突入、海上に落下させたのちに回収することで、エンジン作動中のデータを取得することを予定していたが、装置の回収にはいたらなかった。

### PDエアロスペース
2022年4月5日、PDエアロスペースは世界初のジェット/ロケット切り替え式RDEの実証実験を行った。

### NPOエネゴマシュ
ロシアのドミトリー・ロゴージン副首相によると、2018年1月中旬にNPOエネゴマシュ社は2トンクラスの液体燃料RDEの初期テストフェーズを完了し、宇宙打ち上げ機で使用するためのより大きなモデルを開発する予定。

### ワルシャワ航空研究所
2021年9月15日、ワルシャワ航空研究所は、液体ロケット推進剤を動力源とするRDREを搭載した試験ロケットの飛行試験に初めて成功した。このテストは2021年9月15日、ポーランドのワルシャワ近郊にあるジエロンカの軍備技術研究所の試験場で行われた。ロケットエンジンは計画通り3.2秒間作動し、ロケットを約90m/sの速度まで加速させ、高度450mまで到達させた。

### 中国科学院
2021年、中国科学院の機械研究所は、灯油を燃料とする世界初の極超音速デトネーション波エンジンの試験に成功した。このエンジンはマッハ9で飛行機を推進することができると主張されている。

### 北京動力機械研究所
2023年、研究者達はハイブリッド空気吸入エンジンのデモユニットを発表した。これはマッハ7未満での推進用の連続 RDE と、マッハ16までの速度で使用するための スクラムジェットエンジン を組み合わせたもの。斜め衝撃波は静的であり、安定している。北京動力機械研究所は中国を代表するラムジェットエンジン製造会社である。

### 重慶大学工業技術研究所/TWR
2023年初頭、中国は世界初のRDEドローンの飛行に成功した。飛行は甘粛省の非公開の飛行場で行われた。 FB-1 RDEは、重慶大学工業技術研究所と民間企業である Thrust-to-Weight Ratio Engine（TWR）によって共同開発された。

### その他の研究機関
別の実験では、RDEの流動場をより深く理解するため、数値解析の手法が使用されている。2020年のワシントン大学における研究では、環状部の幅などのパラメータを制御できる実験装置が検討された。